# Jonsbolstjärnet
Jonsbolstjärnet är en sjö i Kils kommun i Värmland och ingår i Göta älvs huvudavrinningsområde. Sjöns area är 0,018 kvadratkilometer och den är belägen 123 meter över havet.